# Авария в Уиндскейле
Авария в Уиндскейле (англ. Windscale fire) — крупная радиационная авария, произошедшая 10 октября 1957 года на одном из двух реакторов атомного комплекса «Селлафилд», в графстве Камбрия на северо-западе Англии.
В результате пожара в графитовом реакторе с воздушным охлаждением для производства оружейного плутония произошёл крупный (550-750 TБк) выброс радиоактивных веществ. Авария соответствует 5-му уровню по международной шкале ядерных событий (INES) и является крупнейшей в истории ядерной индустрии Великобритании.

## Хронология событий
Авария произошла при выполнении программы планового отжига графитовой кладки. Во время нормальной эксплуатации реактора нейтроны, бомбардирующие графит, приводят к изменению его кристаллической структуры. Это вызывает аккумулирование энергии в графите (энергия Вигнера). Процесс контролируемого отжига использовался для восстановления структуры графита и высвобождения этой энергии. Для его инициации выключали газодувки охлаждающего контура, в результате чего реактор разогревался до температуры, при которой начинала выделяться аккумулированная в графите энергия. Из-за конструктивных особенностей Уиндскейлского реактора при этом остаются зоны неотожжённого графита, поэтому разогрев нужно производить повторно. Из-за отсутствия контрольно-измерительных приборов и ошибок персонала процесс вышел из под контроля. В результате слишком большого энерговыделения металлическое урановое топливо в одном из топливных каналов вступило в реакцию с воздухом и загорелось. Первый сигнал о нарушении в работе (повышение радиоактивности воздуха в 10 раз) был получен 10 октября в 11:00 от пробоотборника воздуха, находящемся на большом расстоянии (около 800 м) от активной зоны. Анализ образцов воздуха рядом с реакторным зданием подтвердил выброс радиоактивности.
В 16:30 визуальный осмотр топливных каналов установил, что многие ТВЭЛы раскалились докрасна (1400 °C), выгрузить их не удалось из-за распухания и заклинивания в каналах. Несмотря на самоотверженные действия операторов, которые выгружали топливные элементы из каналов, прилегающих к зоне возгорания, к вечеру огонь перекинулся на 150 каналов, содержащих около 8 тонн урана. В ночь с 10 на 11 октября предпринимались безуспешные попытки охладить активную зону с помощью углекислого газа. 11 октября в 8:55  реактор затопили водой, осознавая при этом риск возможного взрыва. В результате 12 октября в 3:20  реактор был переведён в холодное состояние.

## Последствия
Наибольший вклад в результирующую активность выброса был внесён радиоактивным 131I, по расчётам порядка 20 тыс. кюри (740  ТБк). Долгосрочное загрязнение определилось 137Cs, 800 кюри (30 ТБк).
Детерминированные эффекты у персонала отсутствовали, никто не получил дозу, близкую к уровню, превышающему в десять раз установленный предел годовой дозы облучения всего тела для работников.
После аварии производился контроль поступающего в продажу молока, из находящихся поблизости ферм его продажа была запрещена в течение 6 недель. 
Последствия аварии изучались Национальной комиссией по радиологической защите. По сделанной комиссией оценке, среди населения могло произойти около 30 дополнительных смертей от заболевания раком (0,0015% прироста смертности от рака), то есть за время, в течение которого могут произойти эти 30 смертей, среди подвергшихся облучению людей вероятно умерло бы около 1 млн человек.
В современных реакторах не используется металлическое ядерное топливо.